# Eugen Gura
Eugen Gura (8. listopadu 1841 Břežany – 26. srpna 1906 Berg, Bavorsko) byl operní pěvec, basbarytonista, specializoval se na wagnerovský repertoár.

## Životopis
Gura byl pokřtěný jako Eugen Josef. Jeho otcem byl Isidor Gura, učitel v Břežanech pocházející z Pastuchovic, matka Terezie se narodila v Roztylech.
Středoškolské vzdělání získal na reálce v Rakovníku. Protože jeho otec spojoval synovu budoucnost s technickým zaměstnáním, zapsal se Gura v roce 1860 na Polytechniku ve Vídni. Jeho zájem však směřoval k umění: hudbě a malbě. Na Polytechnice proto zůstal jen dva semestry, další rok se vzdělával v malbě na Akademii ve Vídni. Roku 1862 odešel do Mnichova, kde se na tamní Akademii stal žákem Hermanna Anschütze. Ten rozpoznal Gurův talent a doporučil ho krašovickému rodáku Franzi Hauserovi, tehdejšímu řediteli mnichovské konzervatoře. Gura pak dva roky paralelně studoval malířství a zpěv, nakonec se ale rozhodl pro to druhé. Získal angažmá v Národním divadle v Mnichově, kde roku 1865 debutoval v komické opeře Der Waffenschmied (Zbrojíř) od Alberta Lortzinga v roli hraběte Liebenaua. V Mnichovské opeře však dostával málo příležitostí, a tak roku 1867 přijal nabídku Theodora Loba, ředitele operního domu ve Vratislavi. Gurovo působení ve Vratislavi ukončila prusko-francouzská válka. Roku 1870 odešel do Lipska, kde působil dalších šest let. Zde také začala jeho koncertní kariéra v různých evropských městech, mj. v Německu, Holandsku a Švýcarsku.

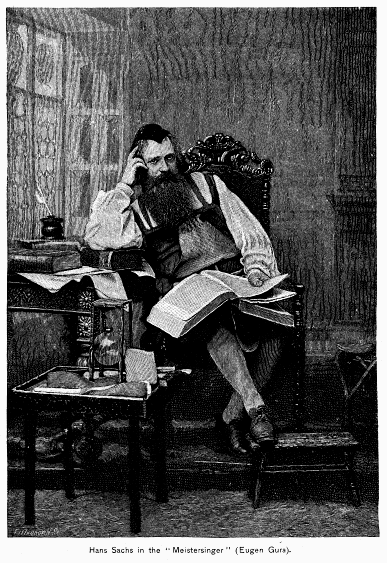
Gura v roli Hanse Sachse roku 1882

 Roku 1874 navštívil Lipsko několikrát Richard Wagner. Gura slavného skladatele zaujal, a tak obdržel pozvání k účinkování na prvním ročníku Hudebních slavností v Bayreuthu v roce 1876. Zde Gura vystoupil ve dvou operách z tetralogie Prsten Nibelungův: ve Zlatě Rýna a Soumraku bohů. V roce 1875 se stal členem Státní opery v Hamburku, kde působil pod Bernhardem Pollinim dalších osm let. V Bayreuthu navázal Gura spolupráci s proslulým dirigentem Hansem Richterem. Zpíval pak v jeho provedení Mistrů pěvců norimberských roku 1882 v Londýně. Gura přednesl part Hanse Sachse, představení se uskutečnilo šestkrát.
Když vypršela Gurovi v Hamburku smlouva, vrátil se v roce 1882 na místo svého prvního angažmá do Mnichova. V letech 1886 a 1889 opět účinkoval na bayreuthských hudebních slavnostech a znovu ve Wagnerových operách: jako Sachs v Mistrech pěvcích, v roli Amfortase v Parsifalovi a jako král Marke v Tristanovi a Isoldě. V roce 1884 zpíval soukromě part Amfortase Wagnerovu velkému ctiteli Ludvíku II. Bavorskému. Z Mnichova nejčastěji vyjížděl koncertovat do Berlína, kde přednášel písně klasických autorů.
V roce 1896 ze zdravotních důvodů s veřejným vystupováním skončil; neodmítl však nabídku vystoupit ve své mistrovské roli Hanse Sachse při slavnostním otevření Prinzregententheater v Mnichově v srpnu 1901. V roce 1906 Gura zemřel ve své vile v Aufkirchenu. Rok předtím vydal autobiografickou knihu Erinnerungen aus meinem Leben (Vzpomínky z mého života).

### Rodina
Gura měl syny Eugena (1869–1944) a Hermanna (1870–1944). Hermann byl stejně jako otec barytonista a působil i jako producent. Eugen se prosadil jako divadelní herec, ve 20. letech hrál i v několika němých filmech. Po úmrtí ředitele Nového německého divadla v Praze Angelo Neumanna (1838–1910) byl Eugen Gura ml. uváděn mezi kandidáty na toto místo. Neumannovým nástupcem se však stal Heinrich Teweles.

### Eugen Gura a české prostředí
Umělecká kariéra Eugena Gury se odehrála v německém jazykovém prostředí. Na rozdíl od německého tisku vycházejícího v Čechách a na Moravě byl českým tiskem za života spíše opomíjen. V pražském Národním divadle nevystoupil.

### Vila Gura – místo úmrtí
Vilu, ve které zemřel, si Eugen Gura nechal postavit v roce 1881; stojí v bavorském Bergu, poblíž Starnbergerského jezera (Starneberger See). Do obvodu Bergu patří i obce Aufkirchen a Leoni, které jsou též označovány za místo úmrtí. Jedná se stále o tutéž vilu. Vila je památkově chráněna, což bylo nutno vzít v úvahu při její nedávné rekonstrukci.